# SID音源

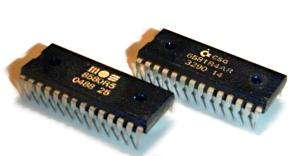
SID音源。右側のチップが6581、左が8580

「SID音源」(-おんげん、MOS Technology 6581/8580 SID Chip)とは、モステクノロジーが開発した音源チップ。コモドール社のパソコンであるコモドール64、コモドール128、マックスマシーンなどに搭載された。SIDとはSound Interface Deviceの略。
矩形波、三角波、鋸波、ノイズのいずれかを同時に3音まで出せる。リング変調、オシレータ・シンクが可能。生成した波形はCPU内の信号として使うこともできる。（たとえば、ノイズは擬似乱数生成に使える。）
PSG音源の一種である。史上最も売れた8ビットパソコンであるコモドール64の音源チップとして、グラフィックチップのVIC-IIと共に中核をなし、デモシーンでも活用された。後にチップチューンでも多用されることになる。
初期に出荷された6581と、後期に出荷されCommodore 64CやCommodore 128DCRなどに搭載された改良版の8580がある。初期版には、ボリュームレジスタの数値を書き換えてPCMを再生できるバグがあった。